# Frontera entre Kazajistán y Uzbekistán
La frontera entre Kazajistán y Uzbekistán es un lindero internacional que se estableció durante la disolución de la Unión Soviética en 1991.

## Características
Esta frontera comienza al oeste en la conjunción de la frontera de los dos países con Turkmenistán y continúa hacia el este hasta la triple frontera con Kirguistán. Presenta dos rasgos rectilíneos (como el meridiano 56 Este) tras cortar el cada vez más disminuido mar de Aral. 
Entre 2000 y 2008, varios incidentes de frontera deterioraron las relaciones entre ambos países. Desde esa fecha, la situación parece haberse apaciguado.
El 19 de octubre de 2006 Kazajistán construyó un muro de seguridad de 45 km a lo largo de su frontera con Uzbekistán. El muro Kazajistán-Uzbekistán se extiende por los distritos administrativos de Saryagash y Maktaaral al sur de Kazajistán y consta de una valla de 2,5 m de altura que incluye proyectores de luz. El muro se encuentra a lo largo de las ciudades de Uzbekistán oriental. Fue construido para frenar el narcotráfico a través de la frontera.